# The Pandoras
The Pandoras waren eine Frauenrockband aus Los Angeles.

## Geschichte

### Die Anfänge 1983–1984
Paula Pierce (Gitarre, Gesang) aus Chino (Kalifornien) war als Musikerin und Songschreiberin die prägende Persönlichkeit der Band. Vor den Pandoras hatte sie bereits in zahlreichen lokalen Bands gespielt, z. B. Action Now, The Rage oder The Direct Hits. The Pandoras wurden im Frühling 1983 von Pierce und Gwynne Kahn (Keyboard), der Nichte des Tin Pan Alley Songwriters Gus Kahn, sowie Deborah Mendoza (auch Debbie Mende oder Debbie Menday) am Bass und Casey Gomez am Schlagzeug gegründet. Als Bandname verwarfen sie unter anderem The Keyholes und Hole, um sich schließlich nach der „Pandora’s Box“ zu benennen, einem Nachtclub der 1960er Jahre auf dem Sunset Strip, in dem u. a. der von Pierce verehrte Sky Saxon verkehrt hatte.
The Pandoras gehörten ursprünglich zum Paisley Underground, der Szene des Neo-Garagenrocks, in West Hollywood. Mit anderen lokalen Bands wie Redd Kross, The Three O' Clock, The Dream Syndicate und The Rain Parade verband sie eine Vorliebe für den Garagenrock und Psychedelic Rock der 1960er Jahre.

### Erfolgsjahre bei Voxx und Rhino 1984–1986
Die Band nahm verschiedene Demos sowie eine EP für Voxx Records auf. Danach verließ Mendoza die Band und wurde durch Bambi Lee Conway ersetzt, die mit der Band die LP It’s About Time aufnahm. Die Platte erhielt gute Kritiken und etablierte die Pandoras als ernstzunehmende Band des Paisley Underground, während sie zuvor musikalisch eher belächelt wurden.
Trotz dieses ersten Erfolges zerfiel die Band in zwei Fraktionen: Pierce einerseits sowie Kahn, Convay und Casey, die die Band verließen. Das Ganze endete in einem bizarren Streit um den Namen The Pandoras, da beide Fraktionen den Namen für ihre jeweiligen Bands beanspruchten und benutzten. Presse und Fans nannten die Band von Pierce auch „Pauladoras“, während die Band von Gwynne Kahn die „Gwynnedoras“ hießen.
Pierce „gewann“ diese Auseinandersetzung, weil sie alle Songs der Band geschrieben hatte, mit neuen Musikerinnen weit erfolgreicher war als ihre Konkurrentinnen und auch die Zusammenarbeit mit Voxx Records aufrechterhalten konnte. Gwynne Kahn nannte ihre Band fortan Mad Monster Party.
Zusammen mit Julie Patchouli (Bass), Melanie Vammen (Keyboard) und Karen Blankfeld (Schlagzeug) nahm Pierce 1984 die Single Hot Generation / You Don't Satisfy für Voxx auf. Zur Promotion gab ihnen Voxx die Möglichkeit zu einer Tour an der Ostküste, wo sie im Irving Plaza mit den Fuzztones spielten.
Aus einer weiteren LP für Voxx wurde dann allerdings nichts, weil der neue Manager, Randall Wixen, den Pandoras einen besser dotierten Vertrag bei Rhino Records besorgte. Während der Aufnahmen zum Album Stop Pretending im Winter 1985/86 wurde Julie Patchouli durch Kim Shattuck ersetzt.
Das Album, dessen Titel ursprünglich ein Song von Pierces früherer Band Action Now gewesen war, erschien schließlich im Februar 1986 und gilt als gelungenes Beispiel für Garagenrock mit Popappeal. Zur Promotion des Albums tourten die Pandoras mehrere Monate durch die USA.
Da sich Stop Pretending aber trotz aller Qualitäten nicht zum kommerziellen Erfolg à la Bangles oder The Go-Go’s entwickelte, veränderte Pierce in der Folge den musikalischen Stil, das Auftreten und das Image der Band. Statt wie bis anhin einem strikten Sixties-Stil zu folgen, wurden Musik, Kleider und Frisuren in Richtung Metal angepasst. Damit sollte die Band besser vermarktet und der kommerzielle Durchbruch erzwungen werden.

### Der Flop bei Elektra Records und die späteren Jahre 1987–1990
Durch die Vermittlung von Steve Pross kamen sie zu einem Plattenvertrag bei Elektra Records, der dem Vernehmen nach auf acht Alben angelegt war. Von 1986 bis 1987 nahmen die Pandoras das Album Come Inside auf und überarbeiteten es mehrfach. Aber trotz zahlloser nachträglicher Veränderungen und Neuaufnahmen, die die Veröffentlichung um über ein Jahr verzögerten, waren weder die Band noch die Plattenfirma wirklich zufrieden. Elektra sagte die Veröffentlichung von Come Inside im Dezember 1987 nur eine Woche vor dem geplanten Datum ab, und die Zusammenarbeit mit den Pandoras wurde stillschweigend beendet. Die endlose und ergebnislose Aufnahmearbeit hatte auch personelle Konsequenzen: Karen Blankfeld verließ im Herbst 1987 die Band und wurde kurzzeitig durch Kelly Dilliard und dann definitiv durch Sheri Kaplan ersetzt.
1988 veröffentlichten The Pandoras auf Restless Records die EP Rock Hard, die bei Metal-Fans gut ankam, und das Video wurde sogar im Musikfernsehen gespielt. Zu dieser Zeit tourte die Band neu zu fünft mit einer zweiten Gitarristin, v. a. mit Rita D'Albert, die die Aufnahmen zu Rock Hard mitgemacht hatte, aber auch mit Susan Hyatt und Lissa Belltri.
1989 gab Restless Records das Live-Album Live Nymphomania heraus, aufgenommen im selben Jahr an einem Konzert in Dallas. Das Album war ein Billigstprodukt, praktisch ohne Postproduktion, und wurde von den Kritikern verrissen. Die Verkaufszahlen waren dementsprechend schlecht, und der Vertrag mit Restless wurde aufgelöst.
Darauf verließen Melanie Vammen und Kim Shattuck die Band und gründeten The Muffs. Als dann auch Schlagzeugerin Sheri Kaplan ging, legte Pierce die Pandoras auf Eis, schrieb neue Songs und suchte Musikerinnen für einen Neustart. Während sie am 10. August 1991 in ihrer Wohnung Fitnessübungen machte, erlitt sie einen Schlaganfall und starb an einer anschließenden Hirnblutung im Alter von nur 31 Jahren.

## Fazit
Posthum erreichten die Pandoras einen gewissen feministischen Kultstatus: Paula Pierces ungestümer, selbstbewusster und unabhängiger Lebensstil, kombiniert mit Talent und Freizügigkeit, wurde zum Vorbild dessen, was Mitte der 1990er Jahre von den Riot Grrrl Bands wie Hole, L7, Lunachicks, Bikini Kill oder Seven Year Bitch weitergeführt wurde. Es war sicherlich kein Zufall, dass die spätere Ikone des Frauenrocks, Courtney Love, aus derselben Clubszene in Los Angeles stammte, wo die Pandoras 10 Jahre zuvor angefangen hatten, Frauenrock als ernsthafte, eigenständige Sparte zu etablieren.
Die Pandoras haben heute denselben Kultstatus wie die obskuren Garagenrock-Bands der 1960er Jahre, die Paula Pierce so sehr als Vorbilder verehrte.

## Trivia
1986 nahm die Band The Mr. T Experience als Hommage den Song I’m in Love with Paula Pierce für ihr eigenes Album Everybody's Entitled to Their Own Opinion auf.

## Diskografie

### Singles, EPs
- The Pandoras (EP, Moxie Records 1984, produziert von Bill Inglot und Chris Ashford)
- Hot Generation / You Don’t Satisfy (7″, Voxx Records 1984)
- In and Out of My Life (In One Day) (7″, Rhino Records 1986)
- Hard Rock (EP, Restless Records 1988)
- I Didn't Cry / Thunder Alley (7″, Dionysos Records 1999)

### Alben
- It’s About Time (Voxx Records 1984: Aufgenommen im Silvery Moon Studio, produziert von Gary Stern und Greg Shaw)
- Stop Pretending (Rhino Records 1986; produziert von Bill Inglot)
- Come Inside (Elektra Records, aufgenommen 1986- 1987. Nicht offiziell veröffentlicht)
- Live Nymphomania (Live-Album auf Restless Records 1989. Aufnahme eines Konzertes in Austin, Texas)

### Videos
- "L. A. In" Fernsehshow, 1984
- Konzertvideo "Live At Irving Plaza, New York, October 12, 1984"

### Kompilationen
- Battle of the Garage, Part 3 (Voxx Records 1984. Song: M.E.L.V.I.N.)
- Diverse Compilations von Bomp! Records

### Bootlegs
- The Lingerie, Hollywood, 15. Februar 1985
- RPM Club, Toronto, Kanada, 26. April 1986
- The Palomino, Hollywood, 23. Oktober 1987
- Probe Club, Los Angeles, 5. August 1988
- San Diego, August 1988
- Iguana's, Tijuana, Mexiko, 10. Juni 1989
- Puma's, Campbell (Kalifornien), 23. Juni 1989
- The Stone, San Francisco, 31. Dezember 1989
- The Cactus Club, San José (Kalifornien), 24. März 1990